# U/17-EM i fodbold for kvinder 2022
U/17-EM i fodbold for kvinder 2022 (også kendt som UEFA Women's Under-17 Euro 2021) er den 13. udgave af U/17-EM i fodbold for kvinder. Bosnien-Hercegovina er vært for turneringen. I alt er otte hold deltagende i turneringen, hvor spillere født efter den 1. januar 2005 eller senere er berettiget til at deltage.
Tyskland er forsvarende mestre, da de vandt den sidste turnering, der blev afholdt i 2019, og eftersom udgaverne i 2020 og 2021 begge blev aflyst på grund af coronaviruspandemien i Europa.

## Spillesteder
| Sarajevo          | Zenica                     | Sarajevo Zenica Široki Brijeg Mostar | Široki Brijeg    | Mostar                 |
| ----------------- | -------------------------- | ------------------------------------ | ---------------- | ---------------------- |
| Stadion Grbavica  | Bosnian FA Training Centre | Sarajevo Zenica Široki Brijeg Mostar | Stadion Pecara   | Gradski Stadium Mostar |
| Kapacitet: 13,146 | Kapacitet: 1,500           | Sarajevo Zenica Široki Brijeg Mostar | Kapacitet: 7,000 | Kapacitet: 9,000       |
|                   |                            | Sarajevo Zenica Široki Brijeg Mostar |                  |                        |